# Krasnodar Rora
Krasnodar Rora (né le 23 mars 1945 à Vis en Croatie et mort le 12 novembre 2020) est un footballeur et entraîneur croate, international yougoslave.

## Biographie

### En club
Il débute au NK Šibenik, avant de partir au Dinamo Zagreb et d'y remporter la Coupe des villes de foires en 1967. Lors de la finale face à Leeds, il est l'auteur d'un but. Avec le Dinamo Zagreb, il dispute 222 matchs en première division yougoslave, inscrivant 37 buts.
En 1973, il est transféré au Standard de Liège, où il est finaliste de la Coupe de la Ligue Pro en 1974. Il dispute 48 matchs en championnat avec le Standard, inscrivant deux buts.
Krasnodar Rora rejoint ensuite la France et le club de l'AS Nancy en 1975. Avec cette équipe, il joue 21 matchs en Division 1, inscrivant un but face à Reims. Il termine sa carrière à Haguenau, en Division 2.

### En équipe nationale
Il reçoit cinq sélections en équipe de Yougoslavie entre 1967 et 1968.
Il joue son premier match le 11 novembre 1967, en amical contre les Pays-Bas. Il joue son deuxième match le 12 novembre 1967, face à l'Albanie, dans le cadre des éliminatoires du championnat d'Europe 1968.
Son troisième match a lieu le 27 avril 1968, en amical contre la Tchécoslovaquie. Il joue ensuite deux matchs comptant pour les éliminatoires du mondial 1970 : contre la Belgique le 16 octobre 1968, et enfin contre l'Espagne le 27 octobre 1968.

## Palmarès
- Vainqueur de la Coupe des villes de foires en 1967 avec le Dinamo Zagreb
- Finaliste de la Coupe de la Ligue Pro en 1974 avec le Standard de Liège